# Brachyscelis
Brachyscelis is een geslacht van kevers uit de familie bladkevers (Chrysomelidae).
De wetenschappelijke naam van het geslacht werd in 1834 gepubliceerd door Ernst Friedrich Germar.

## Soorten
- Brachyscelis korotyaevi (Zherikhin, 1990)